# 圣马丁德温克斯
圣马丁德温克斯（西班牙語：San Martín de Unx）是西班牙纳瓦拉的一个市镇。总面积50平方公里，总人口455人（2001年），人口密度9人/平方公里。